# أوغي والش
أوغي والش (بالإنجليزية: Augie Walsh)‏ هو لاعب كرة قاعدة أمريكي، ولد في 17 أغسطس 1904 في ويلمنغتون في الولايات المتحدة، وتوفي في 12 نوفمبر 1985 في سان رافاييل في الولايات المتحدة.